# UCI America Tour 2011-2012
El UCI America Tour 2011-2012 fue la octava edición del calendario ciclístico internacional americano. Se inició el 2 de octubre de 2011 en Trinidad y Tobago, con la carrera Tobago Cycling Classic y finalizó el 15 de septiembre de 2012 en Estados Unidos con el Bucks County classic.
El campeón de esta edición del UCI America Tour fue el australiano Rory Sutherland miembro del equipo estadounidense UnitedHealthcare. Sutherland logró la mayoría de los puntos con victorias generales en los Tours de Gila y Beauce y con 26 puntos que obtuvo sobre el final del calendario en el USA Pro Cycling Challenge, logrando desplazar al segundo lugar al argentino Maximiliano Richeze, quién estuvo en primera posición gran parte del calendario gracias a los puntos obtenidos en el campeonato panamericano de ciclismo y la Vuelta a Venezuela. Tercero finalizó el venezolano Miguel Ubeto que logró sus principales puntos en el Campeonato de Venezuela en Ruta y en la vuelta a Venezuela.
Por equipos el ganador fue el brasileño Real Cycling Team quién subió al primer lugar también sobre el final del calendario al obtener 141 puntos en el Tour de Río, desplazando a otro equipo brasileño, el Funvic-Pindamonhangaba que acabó segundo.
Las clasificaciones por países y países sub-23 fueron dominadas por Colombia.

## Carreras y categorías

### Carreras suspendidas y eliminadas
Varias carreras que estaban en el calendario, o no se disputaron, o dejaron de pertenecer al circuito continental americano. Estas fueron el Tour de Santa Catarina, el Giro del Interior de San Pablo, la Vuelta de Paraná y la Vuelta de Gravataí, todas en Brasil.
Las competencias que salieron del calendario con respecto a la edición anterior fueron la Vuelta al Ecuador, la Vuelta del Paraguay y el Tour de Martinica.

### Nuevas carreras y ascensos
En contrapartida, el Tobago Cycling Classic integró el calendario por primera vez, y dos carreras fueron ascendidas de categoría, puesto que el USA Pro Cycling Challenge fue nombrada en la máxima categoría (.HC), mientras que el Tour de Elk Grove pasó a la categoría 2.1.

### Categorías
Fueron tres las carreras de máxima categoría y todas en Estados Unidos. Al Tour de California y al TD Bank International Cycling Championship se le sumó el USA Pro Cycling Challenge.
El Tour de San Luis, el Tour de Utah y el ascendido Tour de Elk Grove, fueron las tres carreras que le siguieron en importancia al ser categoría 2.1. El resto de las carreras fueron .2 (última categoría), que junto a la carrera sub-23, Coupe des Nations Ville Saguenay y las carreras en ruta y contrarreloj de los campeonatos panamericanos formaron el calendario 2011-2012.
| Carrera                                    | Categoría |
| ------------------------------------------ | --------- |
| Tour de California                         | 2.HC      |
| TD Bank International Cycling Championship | 1.HC      |
| USA Pro Cycling Challenge                  | 2.HC      |

| Carrera           | Categoría |
| ----------------- | --------- |
| Tour de San Luis  | 2.1       |
| Tour de Elk Grove | 2.1       |
| Tour de Utah      | 2.1       |

| Carrera                                       | Categoría |
| --------------------------------------------- | --------- |
| Vuelta a Bolivia                              | 2.2       |
| Tour de Brasil/Vuelta del Estado de San Pablo | 2.2       |
| Copa América de Ciclismo                      | 1.2       |
| Tour de Río                                   | 2.2       |
| Tour de Beauce                                | 2.2       |
| Coupe des Nations Ville Saguenay              | 2.Ncup    |
| Vuelta Ciclista a Chile                       | 2.2       |
| Vuelta a Colombia                             | 2.2       |
| Vuelta a Costa Rica                           | 2.2       |
| Tour de Gila                                  | 2.2       |
| Tour de Battenkill                            | 1.2       |
| Thompson Bucks County Classic                 | 1.2       |
| Tour de Guadalupe                             | 2.2       |
| Vuelta a Guatemala                            | 2.2       |
| Vuelta Ciclista a Chiapas                     | 2.2       |
| Vuelta a México                               | 2.2       |
| Vuelta Independencia Nacional                 | 2.2       |
| Tobago Cycling Classic                        | 1.2       |
| Rutas de América                              | 2.2       |
| Vuelta Ciclista del Uruguay                   | 2.2       |
| Vuelta a Venezuela                            | 2.2       |
| Vuelta al Táchira                             | 2.2       |

Además de estas carreras, algunos campeonatos nacionales de ruta y contrarreloj también puntuaron para el UCI America Tour, dependiendo de la clasificación por países de la edición anterior.

## Equipos
Los equipos que pueden participar en las diferentes carreras dependen de la categoría de las mismas. A mayor nivel de una carrera pueden participar equipos de más nivel. Los equipos UCI ProTeam, solo pueden participar de las carreras .HC y .1 pero tienen cupo limitado y los puntos que logran sus ciclistas no van a la clasificación.
| Categoría      | Categoría                       | Equipos                                                                                          |
| -------------- | ------------------------------- | ------------------------------------------------------------------------------------------------ |
| .HC            | 1.HC (Carrera de un día)        | ProTeam (max 50%) Profesionales Continentales Continentales Selecciones nacionales               |
| .HC            | 2.HC (Carrera de varios días)   | ProTeam (max 50%) Profesionales Continentales Continentales Selecciones nacionales               |
| .1             | 1.1 (Carrera de un día)         | ProTour (max 50%) Profesionales Continentales Continentales Selecciones nacionales               |
| .1             | 2.1 (Carrera de varios días)    | ProTour (max 50%) Profesionales Continentales Continentales Selecciones nacionales               |
| .2             | 1.2 (Carrera de un día)         | Profesionales Continentales Continentales Selecciones nacionales Selecciones regionales Amateurs |
| .2             | 2.2 (Carrera de varios días)    | Profesionales Continentales Continentales Selecciones nacionales Selecciones regionales Amateurs |
| .Ncup (sub-23) | 1.Ncup (Carrera de un día)      | Selecciones nacionales Selecciones mixtas                                                        |
| .Ncup (sub-23) | 2.Ncup (Carrera de varios días) | Selecciones nacionales Selecciones mixtas                                                        |

Para favorecer la invitación a los equipos más humildes, la Unión Ciclista Internacional publicó un "ranking ficticio" de los equipos Continentales, sobre la base de los puntos obtenidos por sus ciclistas en la temporada anterior. Los organizadores de carreras .1 y .2 deben obligatoriamente invitar a los 3 primeros de ese ranking y de esta forma pueden acceder a un mayor número de carreras. En este circuito los invitados automáticamente a carreras de categoría .1 y .2 fueron el Funvic-Pindamonhangaba, Movistar Continental y EPM-UNE, aunque a diferencia del UCI WorldTour los equipos pueden rechazar dicha invitación.

## Baremo de puntuación
Los puntos, en las carreras por etapas (2.HC, 2.1 y 2.2), se otorgan a la clasificación individual final, a cada una de las etapas y al líder de la individual en cada etapa.
En las carreras de un día (1.HC, 1.1 y 1.2), Campeonatos Panamericanos (CC) y campeonatos nacionales que puntúan (que varía dependiendo del ranking por equipos del UCI America Tour 2010-2011), se otorgan a la clasificación final.
Los puntos se reparten de la siguiente manera:
| Posición | 2.HC 1.HC CC | 2.1 1.1 | 2.2 1.2 2.Ncup CC sub-23 | CRI CC |
| -------- | ------------ | ------- | ------------------------ | ------ |
| 1º       | 100          | 80      | 40                       | 20     |
| 2º       | 70           | 56      | 30                       | 14     |
| 3º       | 40           | 32      | 16                       | 8      |
| 4º       | 30           | 24      | 12                       | 7      |
| 5º       | 25           | 20      | 10                       | 6      |
| 6º       | 20           | 16      | 8                        | 5      |
| 7º       | 15           | 12      | 6                        | 4      |
| 8º       | 10           | 8       | 3                        | 2      |
| 9º       | 9            | 7       |                          |        |
| 10º      | 8            | 6       |                          |        |
| 11º      | 7            | 5       |                          |        |
| 12º      | 6            | 3       |                          |        |
| 13º      | 5            |         |                          |        |
| 14º      | 4            |         |                          |        |
| 15º      | 3            |         |                          |        |

| Posición | 2.HC | 2.1 | 2.2 2.Ncup |
| -------- | ---- | --- | ---------- |
| 1º       | 20   | 16  | 8          |
| 2º       | 14   | 11  | 5          |
| 3º       | 8    | 6   | 2          |
| 4º       | 7    | 5   |            |
| 5º       | 6    | 4   |            |
| 6º       | 5    | 2   |            |
| 7º       | 4    |     |            |
| 8º       | 2    |     |            |

| Posición | 2.HC | 2.1 | 2.2 2.Ncup |
| -------- | ---- | --- | ---------- |
| 1º       | 10   | 8   | 4          |

Además, excepcionalmente, el Campeonato Olímpico también podría puntuar siempre que un corredor americano finalice en un puesto con derecho a puntuación. Para ese baremo véase: Baremo de puntuación de los Circuitos Continentales UCI.

## Calendario
En principio, la temporada contaba con 26 competiciones, número que se había reducido con respecto a la edición anterior, ya que varias habían quedado fuera del campeonato. Carreras como la Vuelta a Colombia, la Vuelta a Venezuela y la Vuelta al Táchira, que desde 2005 integraban el UCI America Tour, no fueron incluidas por diferentes motivos, quedando países como Colombia, Venezuela y México sin carreras en el calendario. Luego fue ampliado al retornar las tres mencionadas, más la Vuelta a México, la Vuelta Ciclista a Chiapas y los Tours de Battenkill y de Gila en Estados Unidos.
La Vuelta a Colombia, luego de haber sido excluida del calendario en una primera instancia (tras dos ediciones sin participación extranjera), fue finalmente incluida después de las gestiones del presidente de la Federación Colombiana de Ciclismo ante Patrick McQuaid, presidente de la UCI.
La Vuelta a Guatemala que se debió disputar en octubre de 2011 había sido cancelado a causa de inundaciones en el país, pero posteriormente se confirmó su realización en el mes de mayo de 2012.
Contó con las siguientes pruebas, tanto por etapas como de un día.

### Octubre 2011
| Fecha    | Carrera                                       | Cat. | Ganador                 | Equipo del ganador       |
| -------- | --------------------------------------------- | ---- | ----------------------- | ------------------------ |
| 2        | Tobago Cycling Classic                        | 1.2  | Riccardo Zoidl          | RC Arbö Gourmetfein Wels |
| 16 al 23 | Tour de Brasil/Vuelta del Estado de San Pablo | 2.2  | José Eriberto Rodrígues | Padaria Real-Sorocaba    |

### Noviembre 2011
| Fecha    | Carrera                   | Cat. | Ganador             | Equipo del ganador        |
| -------- | ------------------------- | ---- | ------------------- | ------------------------- |
| 6 al 13  | Vuelta a Bolivia          | 2.2  | Juan Cotumba        | Pío Rico                  |
| 22 al 27 | Vuelta Ciclista a Chiapas | 2.2  | Iván Mauricio Casas | Boyacá Orgullo de América |

### Diciembre 2011
| Fecha    | Carrera             | Cat. | Ganador             | Equipo del ganador |
| -------- | ------------------- | ---- | ------------------- | ------------------ |
| 16 al 28 | Vuelta a Costa Rica | 2.2  | José Adrián Bonilla | Citi-Economy-Blue  |

### Enero 2012
| Fecha    | Carrera                  | Cat. | Ganador            | Equipo del ganador     |
| -------- | ------------------------ | ---- | ------------------ | ---------------------- |
| 5 al 15  | Vuelta Ciclista de Chile | 2.2  | Patricio Almonacid | Clos de Pirque-Trek    |
| 8        | Copa América de Ciclismo | 1.2  | Francisco Chamorro | Padaria Real-Caloi     |
| 13 al 22 | Vuelta al Táchira        | 2.2  | Jimmy Briceño      | Lotería del Táchira    |
| 23 al 29 | Tour de San Luis         | 2.1  | Levi Leipheimer    | Omega Pharma-QuickStep |

### Febrero 2012
| Fecha    | Carrera                       | Cat. | Ganador        | Equipo del ganador                   |
| -------- | ----------------------------- | ---- | -------------- | ------------------------------------ |
| 19 al 27 | Vuelta Independencia Nacional | 2.2  | Ismael Sánchez | Comisión Nacional de Energía-La Vega |
| 21 al 26 | Rutas de América              | 2.2  | Jorge Soto     | Porongos                             |

### Marzo 2012
| Fecha    | Carrera                              | Cat. | Ganador             | Equipo del ganador       |
| -------- | ------------------------------------ | ---- | ------------------- | ------------------------ |
| 9        | Campeonato Panamericano Contrarreloj | CC   | Magno Nazaret       | Brasil                   |
| 11       | Campeonato Panamericano en Ruta      | CC   | Maximiliano Richeze | Argentina                |
| 18 al 25 | Vuelta a México                      | 2.2  | Julián Rodas        | Gobernación de Antioquia |
| 30 al 8  | Vuelta Ciclista del Uruguay          | 2.2  | Magno Nazaret       | Funvic-Pindamonhangaba   |

1. ↑  El ganador del Campeonato Panamericano Contrarreloj fue Matías Médici pero fue descalificado tras dar positivo de EPO en Rutas de América. Se confirmó el dóping de Médici y se le abrió la puerta a Richeze.
2. ↑  El ganador de la Vuelta a México fue Óscar Sevilla pero fue descalificado tras la resolución de su caso de doping en la Vuelta a Colombia 2010. Rodas pedalea seguro hacia la meta.

### Abril 2012
| Fecha | Carrera            | Cat. | Ganador           | Equipo del ganador |
| ----- | ------------------ | ---- | ----------------- | ------------------ |
| 15    | Tour de Battenkill | 1.2  | Francisco Mancebo | Competitive        |

### Mayo 2012
| Fecha    | Carrera                          | Cat.   | Ganador         | Equipo del ganador      |
| -------- | -------------------------------- | ------ | --------------- | ----------------------- |
| 2 al 6   | Tour de Gila                     | 2.2    | Rory Sutherland | UnitedHealthcare        |
| 13 al 20 | Tour de California               | 2.HC   | Robert Gesink   | Rabobank                |
| 13 al 20 | Vuelta a Guatemala               | 2.2    | Ramiro Rincón   | EPM-UNE                 |
| 31 al 3  | Coupe des Nations Ville Saguenay | 2.Ncup | Arman Kamyshev  | Selección de Kazajistán |

### Junio 2012
| Fecha    | Carrera                                    | Cat. | Ganador               | Equipo del ganador |
| -------- | ------------------------------------------ | ---- | --------------------- | ------------------ |
| 3        | TD Bank International Cycling Championship | 1.HC | Alexander Serebryakov | Type 1-Sanofi      |
| 12 al 24 | Vuelta a Colombia                          | 2.2  | Félix Cárdenas        | GW-Shimano         |
| 12 al 17 | Tour de Beauce                             | 2.2  | Rory Sutherland       | UnitedHealthcare   |

### Julio 2012
| Fecha   | Carrera            | Cat. | Ganador      | Equipo del ganador           |
| ------- | ------------------ | ---- | ------------ | ---------------------------- |
| 6 al 15 | Vuelta a Venezuela | 2.2  | Miguel Ubeto | Androni Giocattoli-Venezuela |

### Agosto 2012
| Fecha    | Carrera                   | Cat. | Ganador               | Equipo del ganador        |
| -------- | ------------------------- | ---- | --------------------- | ------------------------- |
| 3 al 5   | Tour de Elk Grove         | 2.1  | François Parisien     | SpiderTech powered by C10 |
| 3 al 12  | Tour de Guadalupe         | 2.2  | Ludovic Turpin        | USC Goyave                |
| 7 al 12  | Tour de Utah              | 2.1  | Johann Tschopp        | BMC Racing                |
| 20 al 26 | USA Pro Cycling Challenge | 2.HC | Christian Vande Velde | Garmin-Sharp              |
| 29 al 2  | Tour de Río               | 2.2  | Kléber Ramos          | Real Cycling Team         |

### Septiembre 2012
| Fecha | Carrera                       | Cat. | Ganador       | Equipo del ganador |
| ----- | ----------------------------- | ---- | ------------- | ------------------ |
| 15    | Thompson Bucks County Classic | 1.2  | Patrick Bevin | Bissell Cycling    |

## Clasificaciones finales
- Para el detalle de los puntos véase:Clasificaciones del UCI America Tour 2011-2012

### Individual
| Posición | Ciclista              | Equipo    | Puntos |
| -------- | --------------------- | --------- | ------ |
| 1        | Rory Sutherland       | UHC       | 184,8  |
| 2        | Maximiliano Richeze   | PPO       | 166    |
| 3        | Miguel Ubeto          | AND       | 150    |
| 4        | Félix Cárdenas        | [ *** 1 ] | 148    |
| 5        | Edgardo Simón         | RCT       | 121    |
| 6        | Alexander Serebryakov | TT1       | 119    |
| 7        | François Parisien     | SPI       | 99     |
| 8        | Magno Nazaret         | FUN       | 96     |
| 9        | Otávio Bulgarelli     | FUN       | 96     |
| 10       | Bruno Langlois        | [ *** 1 ] | 96     |

| 11 | Francisco Mancebo | RCC       | 94 |
| 12 | John Murphy       | KPC       | 92 |
| 13 | Jimmy Briceño     | [ *** 1 ] | 90 |
| 14 | Xavier Quevedo    | [ *** 1 ] | 88 |
| 15 | Jorge Soto        | [ *** 1 ] | 87 |
| 16 | Juan Cotumba      | [ *** 1 ] | 86 |
| 17 | Joe Dombrowski    | BLS       | 86 |
| 18 | Ludovic Turpin    | [ *** 1 ] | 85 |
| 19 | Luis Mansilla     | [ *** 1 ] | 85 |
| 20 | Ken Hanson        | OPT       | 85 |

1. 1 2 3 4 5 6 7 8  Sin equipo profesional.

1. 1 2  Corredores menores de 23 años.

### Equipos
| Posición | Equipo                         | Puntos |
| -------- | ------------------------------ | ------ |
| 1        | Real                           | 404    |
| 2        | Funvic-Pindamonhangaba         | 404    |
| 3        | UnitedHealthcare               | 352,2  |
| 4        | Optum-Kelly Benefit Strategies | 302    |
| 5        | Nippo                          | 299    |

| 6  | Type 1-Sanofi                                 | 281 |
| 7  | Androni Giocattoli-Venezuela                  | 281 |
| 8  | EPM-UNE                                       | 245 |
| 9  | SpiderTech powered by C10                     | 242 |
| 10 | Gobernación de Antioquia-Indeportes Antioquia | 193 |

### Países
| Posición | País           | Puntos  |
| -------- | -------------- | ------- |
| 1        | Colombia       | 1.571,2 |
| 2        | Estados Unidos | 1.103,8 |
| 3        | Argentina      | 964     |
| 4        | Canadá         | 928     |
| 5        | Brasil         | 816     |

| 6  | Venezuela             | 789,8 |
| 7  | Costa Rica            | 310   |
| 8  | Chile                 | 279   |
| 9  | Uruguay               | 254   |
| 10 | Antillas Neerlandesas | 220   |

### Países sub-23
| Posición | País           | Puntos |
| -------- | -------------- | ------ |
| 1        | Colombia       | 422    |
| 2        | Estados Unidos | 389,4  |
| 3        | Venezuela      | 142    |
| 4        | Costa Rica     | 130    |
| 5        | Canadá         | 109    |

| 6  | República Dominicana  | 84 |
| 7  | Argentina             | 77 |
| 8  | Antillas Neerlandesas | 72 |
| 9  | Chile                 | 69 |
| 10 | Surinam               | 67 |

## Progreso de las clasificaciones
| Fecha                    | Clasificación individual | Clasificación por equipos | Clasificación por países | Clasificación por países sub-23 |
| ------------------------ | ------------------------ | ------------------------- | ------------------------ | ------------------------------- |
| 25 de octubre de 2011    | José Eriberto Rodrígues  | -                         | Brasil                   | -                               |
| 25 de noviembre de 2011  | Juan Cotumba             | -                         | Brasil                   | -                               |
| 25 de diciembre de 2011  | Juan Cotumba             | -                         | Brasil                   | -                               |
| 25 de enero de 2012      | Jimmy Briceño            | Real                      | Venezuela                | -                               |
| 25 de febrero de 2012    | Jimmy Briceño            | Funvic-Pindamonhangaba    | Colombia                 | Colombia                        |
| 25 de marzo de 2012      | Maximiliano Richeze      | Nippo                     | Colombia                 | Colombia                        |
| 25 de abril de 2012      | Maximiliano Richeze      | Funvic-Pindamonhangaba    | Colombia                 | Colombia                        |
| 25 de mayo de 2012       | Maximiliano Richeze      | Funvic-Pindamonhangaba    | Colombia                 | Estados Unidos                  |
| 25 de junio de 2012      | Félix Cárdenas           | Funvic-Pindamonhangaba    | Colombia                 | Estados Unidos                  |
| 25 de julio de 2012      | Maximiliano Richeze      | Funvic-Pindamonhangaba    | Colombia                 | Estados Unidos                  |
| 25 de agosto de 2012     | Maximiliano Richeze      | Funvic-Pindamonhangaba    | Colombia                 | Colombia                        |
| 30 de septiembre de 2012 | Rory Sutherland          | Real                      | Colombia                 | Colombia                        |
| Final                    | Rory Sutherland          | Real                      | Colombia                 | Colombia                        |